# Mikroregion Concórdia

Mikroregion Concórdia

Mikroregion Concórdia – mikroregion w brazylijskim stanie Santa Catarina należący do mezoregionu Oeste Catarinense. Ma powierzchnię 4.037,6 km²

## Gminy
- Alto Bela Vista
- Arabutã
- Arvoredo
- Concórdia
- Ipira
- Ipumirim
- Irani
- Itá
- Lindóia do Sul
- Paial
- Peritiba
- Piratuba
- Presidente Castelo Branco
- Seara
- Xavantina